# 요한 게오르크 피젠델
요한 게오르크 피젠델(Johann Georg Pisendel, 1688년 1월 5일[율리우스력 1687년 12월 26일] ~ 1755년 11월 25일)은 독일의 바로크 시대 바이올리니스트이자 작곡가이다. 궁정악단 시절의 드레스덴 국립 관현악단 악장으로 근무했다. 당대 최고의 바이올리니스트 중 한 명으로, 토마소 알비노니, 게오르크 필리프 텔레만, 안토니오 비발디로부터 바이올린 작품을 헌정받기도 하였다.

## 작품

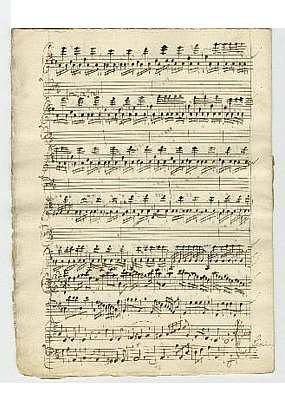
라장조 바이올린 소나타 자필악보

피젠델의 작품은 몇 남아있지 않지만 남아있는 것들은 대부분 온전하다. 10개의 바이올린 협주곡, 4개의 오케스트라를 위한 협주곡, 그리고 2개의 바이올린 소나타를 비롯해 오직 기악곡들만 남아있다. 바이올린 독주를 위한 소나타는 바흐가 바이올린 독주곡을 작곡하는데 영향을 준 것으로 분석된다.
바흐는 피젠델을 위해 바이올린 소나타를 작곡한 것으로 여겨진다. 토마소 알비노니, 비발디, 텔레만 역시 피젠델에게 곡을 헌정했다. 드레스덴성당의 소위 '슈랑크 II'(Schrank II, 두 번째 캐비닛)에서 18세기 전반의 기악곡들이 쏟아져나왔는데, 그 중에 피젠델에게 헌정된 곡들과 피젠델이 곡을 연습하며 적은 메모들도 있었다. 드레스덴에 있는 작센 주립 대학교 도서관과 독일 연구 재단은 2011년 여름 슈랑크 II에서 발견된 악보들을 디지털화하였다.